# “七星世镇”城堡
“七星世镇”城堡，位于中国广东省韶关市南雄市乌迳镇水城村，现为南雄市文物保护单位，类型为古建筑，公布时间为1997年7月9日。
“七星世镇”城堡的历史年代为明代。